# Agència de Mewar
L'agència de Mewar fou una entitat administrativa britànica a l'Índia formada el 1819. Fins al 1906 va incloure els principats de Mewar, Partabgarh, Dungarpur, Banswara i Kushalgarh. L'agent britanic residia a la ciutat d'Udaipur i el seu assistent a Dungarpur. La població era:
- 1881: 1.879.214
- 1891: 2.310.024
- 1901: 1.336.283

El 60% eren hindús, el 21% eren animistes (la major part bhils) i el 6% jainistes. L'agència tenia 8.359 pobles i disset ciutats de les quals només dues superaven el deu mil habitants: Udaipur amb 45.976, i Bhilwara amb 10.346.
El 1906 els estats menors, Partabgarh, Dungarpur, Banswara i Kushalgarh, foren separats de l'agència i van formar una agència pròpia coneguda com a Agència dels Estats de Rajputana Occidental. Des de 1906 fins al 1947 l'estat de Mewar (o Udaipur) va constituir una agència d'estat únic. L'agència de Mewar alesshores era la principal de la Rajputana, tot i que hi havia altres estats més grans.